# 367 (szám)
A 367 (római számmal: CCCLXVII) egy természetes szám, prímszám.

## A szám a matematikában
A tízes számrendszerbeli 367-es a kettes számrendszerben 101101111, a nyolcas számrendszerben 557, a tizenhatos számrendszerben 16F alakban írható fel.
A 367 páratlan szám, prímszám. Normálalakban a 3,67 · 102 szorzattal írható fel.
Szigorúan nem palindrom szám.
Perrin-prím.
A 367 négyzete 134 689, köbe 49 430 863, négyzetgyöke 19,15724, köbgyöke 7,15960, reciproka 0,0027248. A 367 egység sugarú kör kerülete 2305,92901 egység, területe 423 137,97292 területegység; a 367 egység sugarú gömb térfogata 207 055 514,7 térfogategység.